# Lijst van winnaars van de prijs voor beste acteur op het Filmfestival van Cannes
Dit is een lijst van winnaars van de prijs voor beste acteur (Frans: Prix d'interprétation masculine) die jaarlijks wordt uitgereikt op het Filmfestival van Cannes. De winnaar wordt gekozen door de officiële filmjury. De eerste maal dat deze prijs werd uitgereikt was in 1946.

## Prijswinnaars

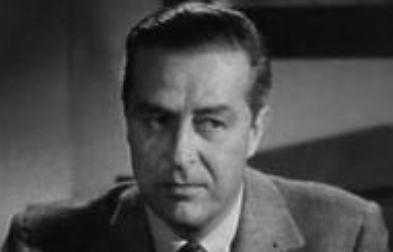
Ray Milland, de allereerste winnaar (1946)

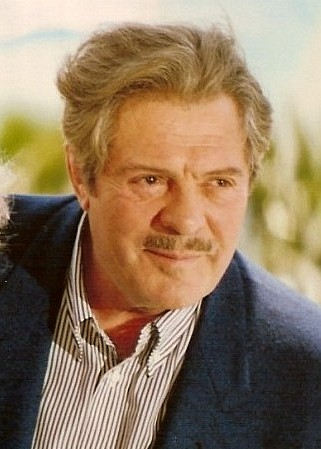
Marcello Mastroianni, tweevoudig winnaar (1970 & 1987)

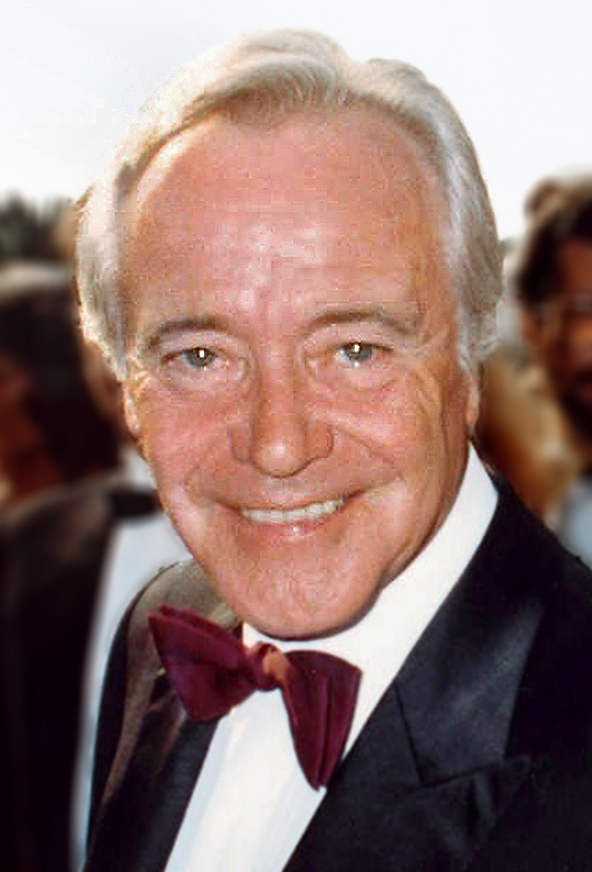
Jack Lemmon, tweevoudig winnaar (1979 & 1982)

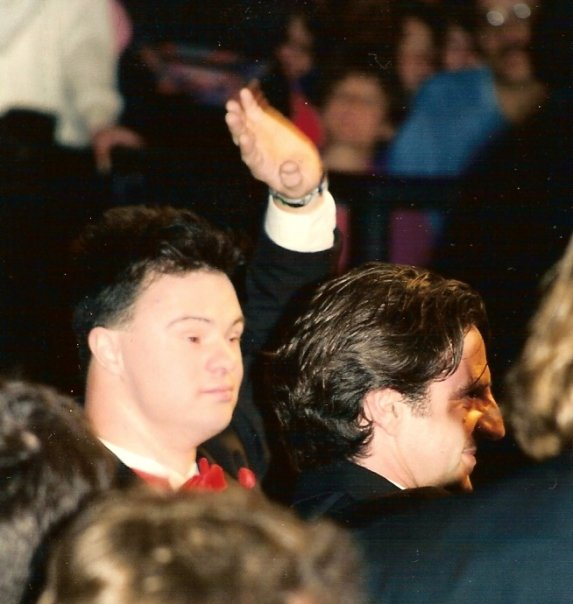
Pascal Duquenne, Belgisch winnaar (1996)

| Jaar | Film                                    | Acteur                                                               | Land                                 |
| ---- | --------------------------------------- | -------------------------------------------------------------------- | ------------------------------------ |
| 1946 | The Lost Weekend                        | Ray Milland                                                          | Verenigd Koninkrijk                  |
| 1947 | niet toegekend                          |                                                                      |                                      |
| 1948 | geen festival gehouden                  |                                                                      |                                      |
| 1949 | House of Strangers                      | Edward G. Robinson                                                   | Verenigde Staten                     |
| 1950 | geen festival gehouden                  |                                                                      |                                      |
| 1951 | The Browning Version                    | Michael Redgrave                                                     | Verenigd Koninkrijk                  |
| 1952 | Viva Zapata!                            | Marlon Brando                                                        | Verenigde Staten                     |
| 1953 | niet toegekend                          |                                                                      |                                      |
| 1954 | niet toegekend                          |                                                                      |                                      |
| 1955 | Bad Day at Black Rock                   | Spencer Tracy                                                        | Verenigde Staten                     |
| 1955 | Bolshaya Semya                          | gehele cast                                                          | Sovjet-Unie                          |
| 1956 | niet toegekend                          |                                                                      |                                      |
| 1957 | Valley of Peace                         | John Kitzmiller                                                      | Verenigde Staten                     |
| 1958 | The Long, Hot Summer                    | Paul Newman                                                          | Verenigde Staten                     |
| 1959 | Compulsion                              | Bradford Dillman Dean Stockwell Orson Welles                         | Verenigde Staten                     |
| 1960 | niet toegekend                          |                                                                      |                                      |
| 1961 | Goodbye Again                           | Anthony Perkins                                                      | Verenigde Staten                     |
| 1962 | Long Day's Journey Into Night           | Dean Stockwell Jason Robards Ralph Richardson                        | Verenigde Staten Verenigd Koninkrijk |
| 1962 | A Taste of Honey                        | Murray Melvin                                                        | Verenigd Koninkrijk                  |
| 1963 | This Sporting Life                      | Richard Harris                                                       | Ierland                              |
| 1964 | Pacsirta                                | Antal Páger                                                          | Hongarije                            |
| 1964 | Seduced and Abandoned                   | Saro Urzì                                                            | Italië                               |
| 1965 | The Collector                           | Terence Stamp                                                        | Verenigd Koninkrijk                  |
| 1966 | Sult                                    | Per Oscarsson                                                        | Zweden                               |
| 1967 | Three Days and a Child                  | Oded Kotler                                                          | Israël                               |
| 1968 | geen festival gehouden                  |                                                                      |                                      |
| 1969 | Z                                       | Jean-Louis Trintignant                                               | Frankrijk                            |
| 1970 | Dramma della gelosia                    | Marcello Mastroianni                                                 | Italië                               |
| 1971 | Sacco e Vanzetti                        | Riccardo Cucciolla                                                   | Italië                               |
| 1972 | Nous ne vieillirons pas ensemble        | Jean Yanne                                                           | Frankrijk                            |
| 1973 | Film d'amore e d'anarchia               | Giancarlo Giannini                                                   | Italië                               |
| 1974 | The Last Detail                         | Jack Nicholson                                                       | Verenigde Staten                     |
| 1975 | Profumo di donna                        | Vittorio Gassman                                                     | Italië                               |
| 1976 | Pascual Duarte                          | José Luis Gómez                                                      | Spanje                               |
| 1977 | Elisa, vida mía                         | Fernando Rey                                                         | Spanje                               |
| 1978 | Coming Home                             | Jon Voight                                                           | Verenigde Staten                     |
| 1979 | The China Syndrome                      | Jack Lemmon                                                          | Verenigde Staten                     |
| 1980 | Salto nel vuoto                         | Michel Piccoli                                                       | Frankrijk                            |
| 1981 | La tragedia di un uomo ridicolo         | Ugo Tognazzi                                                         | Italië                               |
| 1982 | Missing                                 | Jack Lemmon                                                          | Verenigde Staten                     |
| 1983 | La Mort de Mario Ricci                  | Gian Maria Volonté                                                   | Italië                               |
| 1984 | Los santos inocentes                    | Alfredo Landa Francisco Rabal                                        | Spanje                               |
| 1985 | Kiss of the Spider Woman                | William Hurt                                                         | Verenigde Staten                     |
| 1986 | Tenue de soirée                         | Michel Blanc                                                         | Frankrijk                            |
| 1986 | Mona Lisa                               | Bob Hoskins                                                          | Verenigd Koninkrijk                  |
| 1987 | Oci ciornie                             | Marcello Mastroianni                                                 | Italië                               |
| 1988 | Bird                                    | Forest Whitaker                                                      | Verenigde Staten                     |
| 1989 | Sex, Lies, and Videotape                | James Spader                                                         | Verenigde Staten                     |
| 1990 | Cyrano de Bergerac                      | Gérard Depardieu                                                     | Frankrijk                            |
| 1991 | Barton Fink                             | John Turturro                                                        | Verenigde Staten                     |
| 1992 | The Player                              | Tim Robbins                                                          | Verenigde Staten                     |
| 1993 | Naked                                   | David Thewlis                                                        | Verenigd Koninkrijk                  |
| 1994 | To Live                                 | Ge You                                                               | China                                |
| 1995 | Carrington                              | Jonathan Pryce                                                       | Verenigd Koninkrijk                  |
| 1996 | Le Huitième Jour                        | Pascal Duquenne Daniel Auteuil                                       | België Frankrijk                     |
| 1997 | She's So Lovely                         | Sean Penn                                                            | Verenigde Staten                     |
| 1998 | My Name Is Joe                          | Peter Mullan                                                         | Verenigd Koninkrijk                  |
| 1999 | L'humanité                              | Emmanuel Schotté                                                     | Frankrijk                            |
| 2000 | In the Mood for Love                    | Tony Leung Chiu-Wai                                                  | Hongkong                             |
| 2001 | La Pianiste                             | Benoît Magimel                                                       | Frankrijk                            |
| 2002 | Le Fils                                 | Olivier Gourmet                                                      | België                               |
| 2003 | Uzak                                    | Muzaffer Ozdemir Mehmet Emin Toprak                                  | Turkije                              |
| 2004 | Nobody Knows                            | Yûya Yagira                                                          | Japan                                |
| 2005 | The Three Burials of Melquiades Estrada | Tommy Lee Jones                                                      | Verenigde Staten                     |
| 2006 | Indigènes                               | Jamel Debbouze Samy Naceri Roschdy Zem Sami Bouajila Bernard Blancan | Frankrijk                            |
| 2007 | Izgnanie                                | Konstantin Lavronenko                                                | Rusland                              |
| 2008 | Che                                     | Benicio del Toro                                                     | Puerto Rico                          |
| 2009 | Inglourious Basterds                    | Christoph Waltz                                                      | Oostenrijk                           |
| 2010 | Biutiful                                | Javier Bardem                                                        | Spanje                               |
| 2010 | La nostra vita                          | Elio Germano                                                         | Italië                               |
| 2011 | The Artist                              | Jean Dujardin                                                        | Frankrijk                            |
| 2012 | Jagten                                  | Mads Mikkelsen                                                       | Denemarken                           |
| 2013 | Nebraska                                | Bruce Dern                                                           | Verenigde Staten                     |
| 2014 | Mr. Turner                              | Timothy Spall                                                        | Verenigd Koninkrijk                  |
| 2015 | La Loi du marché                        | Vincent Lindon                                                       | Frankrijk                            |
| 2016 | Forushande                              | Shahab Hosseini                                                      | Iran                                 |
| 2017 | You Were Never Really Here              | Joaquin Phoenix                                                      | Verenigde Staten                     |
| 2018 | Dogman                                  | Marcello Fonte                                                       | Italië                               |
| 2019 | Dolor y gloria                          | Antonio Banderas                                                     | Spanje                               |
| 2020 | Geen competitie                         | Geen competitie                                                      | Geen competitie                      |
| 2021 | Nitram                                  | Caleb Landry Jones                                                   | Verenigde Staten                     |
| 2022 | Broker                                  | Song Kang-ho                                                         | Zuid-Korea                           |
| 2023 | Perfect Days                            | Koji Yakusho                                                         | Japan                                |
| 2024 | Kinds of Kindness                       | Jesse Plemons                                                        | Verenigde Staten                     |
| 2025 | O Agente Secreto                        | Wagner Moura                                                         | Brazilië                             |